# 바실레오스트롭스카야역
바실레오스트롭스카야역(러시아어: Василеостровская)은 러시아 상트페테르부르크 시에 있는 상트페테르부르크 지하철 넵스코 바실레오스트롭스카야 선의 역이다. 1967년 11월 3일에 개통되었다.

## 역명
역명은 역이 바실리옙스키 섬에 위치하여 제정되었다.

## 문학
바실레오스트롭스카야 역은 "시무나 웨체크-피터" 후기 소설에 등장한다.